# Juan Antonio Bardem
Juan Antonio Bardem, född den 2 juni 1922 i Madrid, död den 30 oktober 2002 i Madrid, var spansk filmregissör och manusförfattare. På grund av sitt öppet visade avståndstagande från Franco-regimen och sin socialkritiska hållning tilläts han under den perioden inte producera någon film förrän censuren godkänt manuskriptet, vilket gick ut över kvaliteten. Av hans 20-tal filmer har endast en del visats i Sverige. Bland dem finns Viridiana (1961), för vilken han dock endast var producent, och den internationella samproduktionen Natt och dag i Costa Brava (1964) med Melina Mercouri och James Mason i huvudrollerna.

## Karriär
Bardem arbetade aktivt åren 1951 – 1997 och fick sitt internationella genombrott 1955 med filmen En cyklists död.

### Filmografi
- Esa pareja feliz (1951)
- Cómicos (1954)
- Felices pascuas (1954)
- En cyklists död (Muerte de un ciclista) (1955)
- Storgatan (Calle Mayor) (1956)
- Vedergällning (La venganza) (1957)
- Sonatas (1959)
- A las cinco de la tarde (1961)
- Los inocentes (1963)
- Nunca pasa nada (1963)
- Natt och dag i Costa Brava (Los pianos mecánicos) (1965)
- El último día de la guerra (1968)
- Varietés (1971)
- La corrupción de Chris Miller (1973)
- La Isla misteriosa y el capitán Nemo (1973) (miniserie)
- El puente (1976)
- El Perro (1977)
- Sju dagar i januari (Siete días de enero) (1979)
- Lorca, muerte de un poeta (1987) (miniserie)
- El joven Picasso (1993)
- Resultado final (1997)